# Abracadabra (album de Florent Pagny)
Pour les articles homonymes, voir Abracadabra (homonymie).
Albums de Florent Pagny
Baryton - L'intégrale du spectacle
(2005) Pagny chante Brel
(2007)
Singles
1. Là où je t'emmènerai
Sortie : juin 2006
2. Le mur
Sortie : novembre 2006
3. À tout peser à bien choisir
Sortie : 2007

Abracadabra est le 10e album studio de Florent Pagny sorti le 18 avril 2006, chez Mercury France.
Un intermède musical lie chacune des chansons de l'album.
Le premier single extrait de l'album, Là où je t'emmènerai, remporte un vif succès en se classant no 4 au Top 50. Les autres singles extraits, entre autres Le mur et À tout peser à bien choisir, sont envoyés aux radios.

## Liste des titres
| 0.    | Indiandeb                                         | Daran-Erik Fostinelli                             | 4:27 |
| 1.    | Le Mur                                            | Pierre-Yves Lebert/Daran                          |      |
| 2a.   | Je suis                                           | Emmanuelle Cosso/Rodrigue Janois-William Rousseau | 3:52 |
| 2b.   | Linkembe                                          | Daran-Erik Fostinelli                             |      |
| 3.    | Là où je t'emmènerai                              | Valérie Véga/Daran                                | 4:05 |
| 4.    | Comme l'eau se souvient                           | Gérard Manset/Raphaël Haroche                     | 3:21 |
| 5a.   | Désolé                                            | Pierre Grillet/Fabien Cahen                       | 3:03 |
| 5b.   | Linkeur                                           | Daran-Erik Fostinelli                             |      |
| 6.    | Ça change un homme                                | Christophe Miossec/Daran                          | 3:40 |
| 7a.   | Vivons la paix (en duo avec Marie-Pascale Giunta) | Nat Alhister-Oxmo Puccino/Ben Ricour              | 4:26 |
| 7b.   | Linkslide                                         | Daran-Erik Fostinelli                             |      |
| 8.    | J'ai beau vouloir                                 | Emmanuelle Cosso/Daran                            | 4:25 |
| 9.    | Abracadabra                                       | Emmanuelle Cosso-Nat Alhister/Ben Ricour          | 2:47 |
| 10a.  | Envers et contre moi                              | Philippe Hébrard/Rodrigue Janois-Yvan Tarlay      | 5:26 |
| 10b.  | Linkennio                                         | Daran-Erik Fostinelli                             |      |
| 11.   | À tout peser à bien choisir                       | Patrice Guirao/Bertrand Soulier-Léopold           | 3:17 |
| 42:49 |                                                   |                                                   |      |